# Сан-Джесінто (округ, Техас)
Шаблон:StateAbbr_ 30°35′ пн. ш. 95°10′ зх. д. / 30.58° пн. ш. 95.16° зх. д.
Округ Сан-Джесінто (англ. San Jacinto County) — округ (графство) у штаті Техас, США. Ідентифікатор округу 48407.

## Історія
Округ утворений 1870 року.

## Демографія
За даними перепису 2000 року загальне населення округу становило 22246 осіб, усе сільське. Серед мешканців округу чоловіків було 11150, а жінок — 11096. В окрузі було 8651 домогосподарство, 6399 родин, які мешкали в 11520 будинках. Середній розмір родини становив 2,98.
Віковий розподіл населення поданий у таблиці:
| Стать    | До 15 років | 15-21 | 22-29 | 30-39 | 40-49 | 50-65 | 65-85 | Понад 85 |
| -------- | ----------- | ----- | ----- | ----- | ----- | ----- | ----- | -------- |
| Чоловіки | 2396        | 1086  | 845   | 1361  | 1638  | 2143  | 1584  | 97       |
| Жінки    | 2161        | 953   | 881   | 1445  | 1568  | 2223  | 1655  | 210      |

## Суміжні округи
- Триніті — північ
- Полк — схід
- Ліберті — південний схід
- Монтгомері — південний захід
- Вокер — захід

## Виноски
1. ↑  U.S. Decennial Census. United States Census Bureau. Процитовано 10 травня 2015.
2. ↑  Texas Almanac: Population History of Counties from 1850–2010 (PDF). Texas Almanac. Процитовано 10 травня 2015.
3. ↑  State & County QuickFacts. United States Census Bureau. Архів оригіналу за 5 жовтня 2011. Процитовано 24 грудня 2013. [Архівовано 2011-10-05 у Wayback Machine.](англ.) Наведено за англійською вікіпедією.
4. ↑  American FactFinder. Бюро перепису населення США. Архів оригіналу за 26 лютого 2012. Процитовано 31 січня 2008. [Архівовано 2008-05-21 у Wayback Machine.]

| США | Це незавершена стаття з географії США. Ви можете допомогти проєкту, виправивши або дописавши її. |